# Malaj Khand
Malaj Khand là một thành phố và khu đô thị của quận Balaghat thuộc bang Madhya Pradesh, Ấn Độ.

## Nhân khẩu
Theo điều tra dân số năm 2001 của Ấn Độ, Malaj Khand có dân số 32.326 người. Phái nam chiếm 50% tổng số dân và phái nữ chiếm 50%. Malaj Khand có tỷ lệ 62% biết đọc biết viết, cao hơn tỷ lệ trung bình toàn quốc là 59,5%: tỷ lệ cho phái nam là 71%, và tỷ lệ cho phái nữ là 54%. Tại Malaj Khand, 14% dân số nhỏ hơn 6 tuổi.